# Donauinsel (metropolitana di Vienna)
Donauinsel è una stazione della linea U1 della metropolitana di Vienna situata nel 22º distretto (Donaustadt).

## Descrizione
La stazione è entrata in servizio il 3 settembre 1982, come parte del prolungamento da Praterstern a Kagran della linea U1.. La realizzazione della metropolitana in quest'area venne accelerata dal crollo del vecchio Reichsbrücke avvenuto nel 1976.
La stazione è stata realizzata al di sotto del piano stradale del Reichsbrücke e si estende dalla riva del Nuovo Danubio fino alla Donauinsel. Ai binari si accede tramite scale fisse e tramite una rampa accessibile anche su sedia a rotelle realizzata tra il 2003 e il 2004, insieme alle finestre panoramiche sul Danubio.
Nei pressi della stazione si trovano i ristoranti e le strutture di Copa Beach (sulla riva sinistra del Nuovo Danubio) e di Sunken City sulla Donauinsel.

## Ingressi
- Hubertusdamm
- Donauinsel